# Барон Томсон Флитский
Барон Томсон Флитский из Нортбридж в Эдинбурге — наследственный титул в системе Пэрства Соединённого королевства. Он был создан 10 марта 1964 года для канадского газетного магната Роя Томсона (1894—1976). Его сменил в 1976 году его сын, Кеннет Рой Томсон, 2-й барон Томсон Флитский (1923—2006). В настоящее время обладателем титула является его сын, Дэвид Кеннет Рой Томсон, 3-й барон Томсон Флитский (род. 1957), который наследовал своему отцу в 2006 году.

## Бароны Томсон Флитские (1964)
- 1964—1976: Рой Герберт Томсон, 1-й барон Томсон Флитский (5 июня 1894 — 4 августа 1976), старший сын канадца Герберта Томсона и англичанки Элис Кумбс;
- 1976—2006: Кеннет Рой Томсон, 2-й барон Томсон Флитский (1 сентября 1923 — 12 июня 2006), единственный сын предыдущего;
- 2006 — настоящее время: Дэвид Кеннет Рой Томсон, 3-й барон Томсон Флитский (род. 12 июня 1957), старший сын предыдущего;
  - Наследник титула: достопочтенный Бенджамин Джеймс Томсон Людвик (род. 10 марта 2006), единственный сын предыдущего от второго брака.